# Shinsuke Shiotani
Shinsuke Shiotani (塩谷 伸介?, Shiotani Shinsuke; Prefettura di Osaka, 11 maggio 1970) è un ex calciatore giapponese, di ruolo difensore.